# Djoumgblé

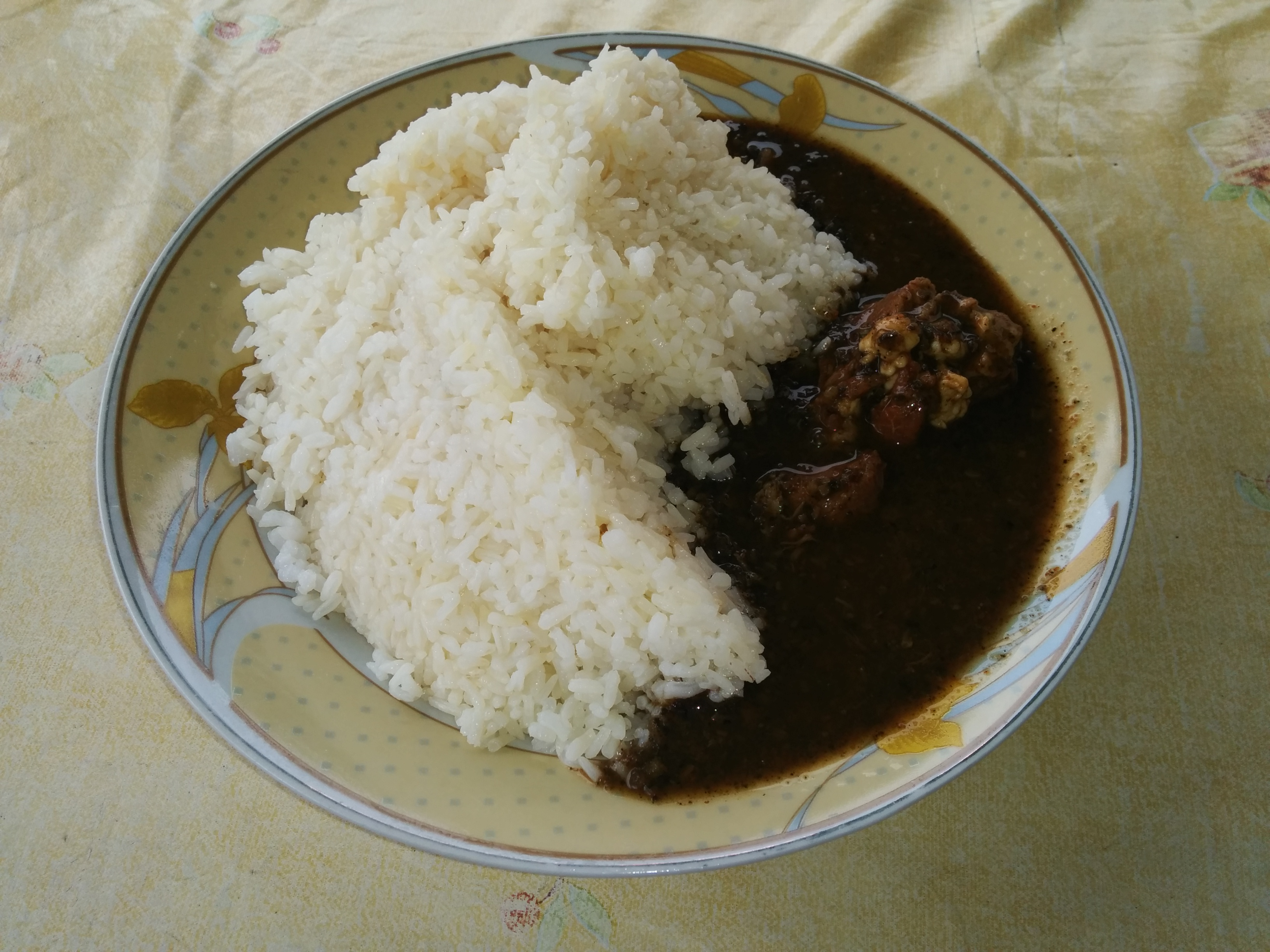
Riz à la sauce djoumgblé

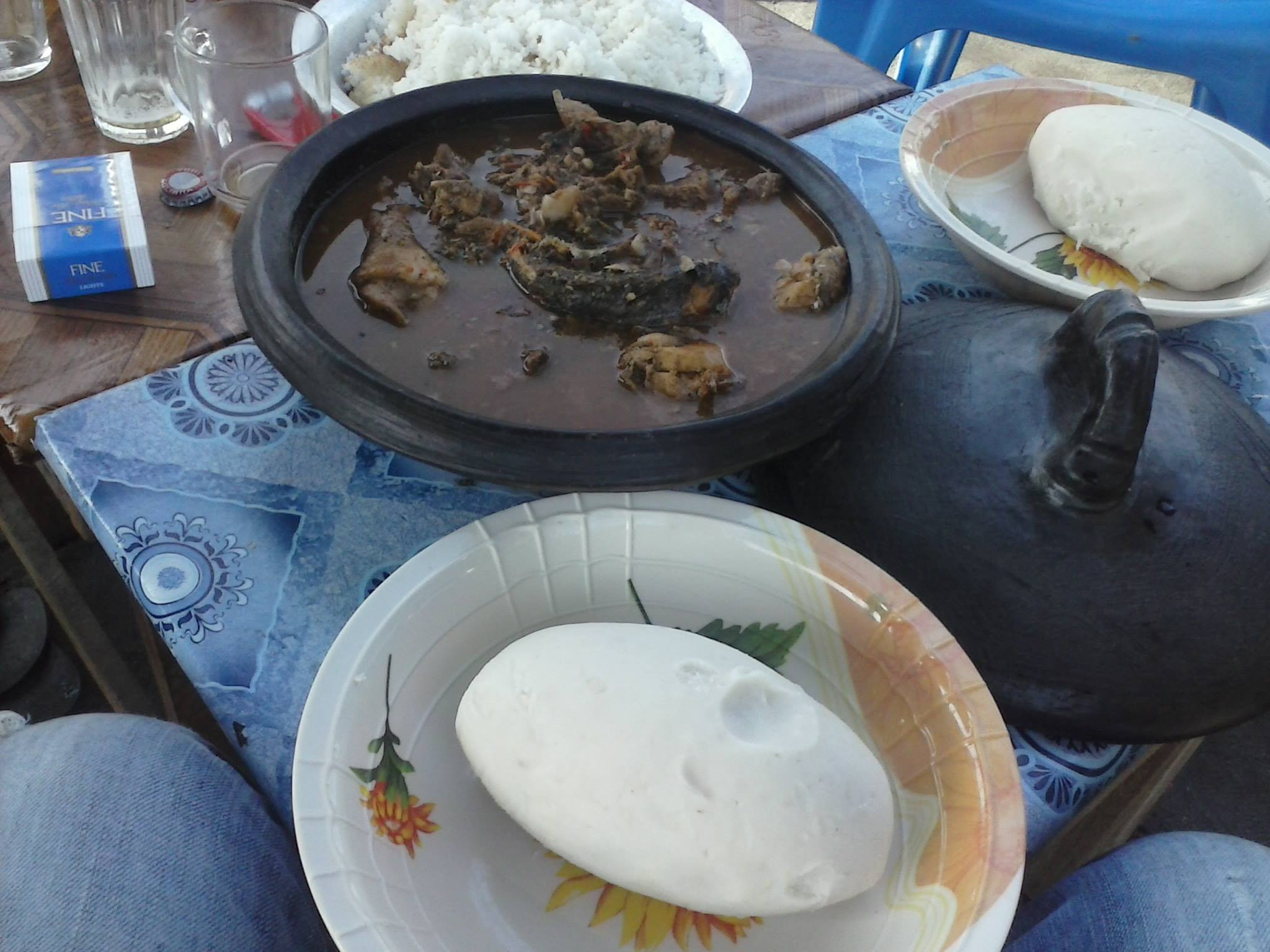
Foutou igname à la sauce djoumgblé

Le djoumgblé (ou djoumblé) est un ingrédient servant à la composition d'une sauce portant le même nom dans la cuisine ivoirienne. 

## Caractéristiques
Sous forme de granulés sombres, quasi noirs, avec des teintes de marron foncé, il s'agit de gombo séché naturellement avec le temps puis pilé (dans la tradition, cela se fait au mortier avec un pilon) ou écrasé. Il en résulte donc une présentation déshydratée (non réellement poudreuse) qui favorise une très bonne et longue conservation.